# Joan Jett
Pour les articles homonymes, voir Jett (homonymie).
Joan Jett, de son vrai nom Joan Marie Larkin, née le 22 septembre 1958 à Wynnewood dans la banlieue de Philadelphie, est une chanteuse de rock américaine.
Elle est principalement connue pour sa reprise du titre I Love Rock 'n' Roll en 1982, mais aussi pour Crimson and Clover, I Hate Myself for Loving You, Do You Want to Touch Me ainsi que Bad Reputation.

## Biographie

### Débuts
Joan Jett déménage à l'âge de treize ans pour Hollywood en Californie, où elle se fait remarquer dans les années 1970 comme guitariste et principale compositrice du groupe punk rock et glam rock féminin The Runaways qui connut le succès avec Cherry Bomb. Elle en assura également le chant au départ de la chanteuse Cherie Currie. Le groupe a connu le succès un peu partout dans le monde, notamment au Japon. Aujourd'hui, elle est surtout célèbre en tant que pionnière du rock féminin, pour avoir ouvert la voie à de nombreuses autres formations.

#### The Runaways
Joan Jett est un membre fondateur des Runaways avec la batteuse Sandy West. Micki Steele (qui a été remplacée plus tard), Jackie Fox, Lita Ford, et Cherie Currie complètent le groupe. Alors que Currie est au premier plan, Jett mène quelques chants, joue de la guitare et écrit ou coécrit plusieurs morceaux pour la bande avec Ford, West et Currie. Le groupe enregistre cinq albums, avec Live in Japan qui devient une des meilleures ventes aux États-Unis et au Royaume-Uni. Le groupe voyage autour du monde et obtient un grand succès, en particulier au Japon, avec par exemple Cheap Trick, Van Halen et Tom Petty and the Heartbreakers.
Alors que les Runaways sont populaires en Europe, en Asie, en Australie, au Canada et en Amérique du Sud, elles ne recueillent pas le même succès aux États-Unis. Après que Cherie Currie, la chanteuse principale, a quitté la bande, le groupe réalise encore deux albums avec Joan Jett au chant : Waitin' for the Night et And Now... The Runaways. En tout elles produisent cinq albums à partir de 1975 jusqu'à ce qu'elles se séparent au printemps 1979 à la suite de divergences musicales : Joan Jett écoutait du punk et du glam rock alors que Lita Ford et Sandy West préféraient le métal.
En 2010, The Runaways, un film sur le groupe du même nom, est réalisé avec Kristen Stewart dans le rôle de Joan Jett et Dakota Fanning dans le rôle de Cherie Currie.

### La période Blackhearts

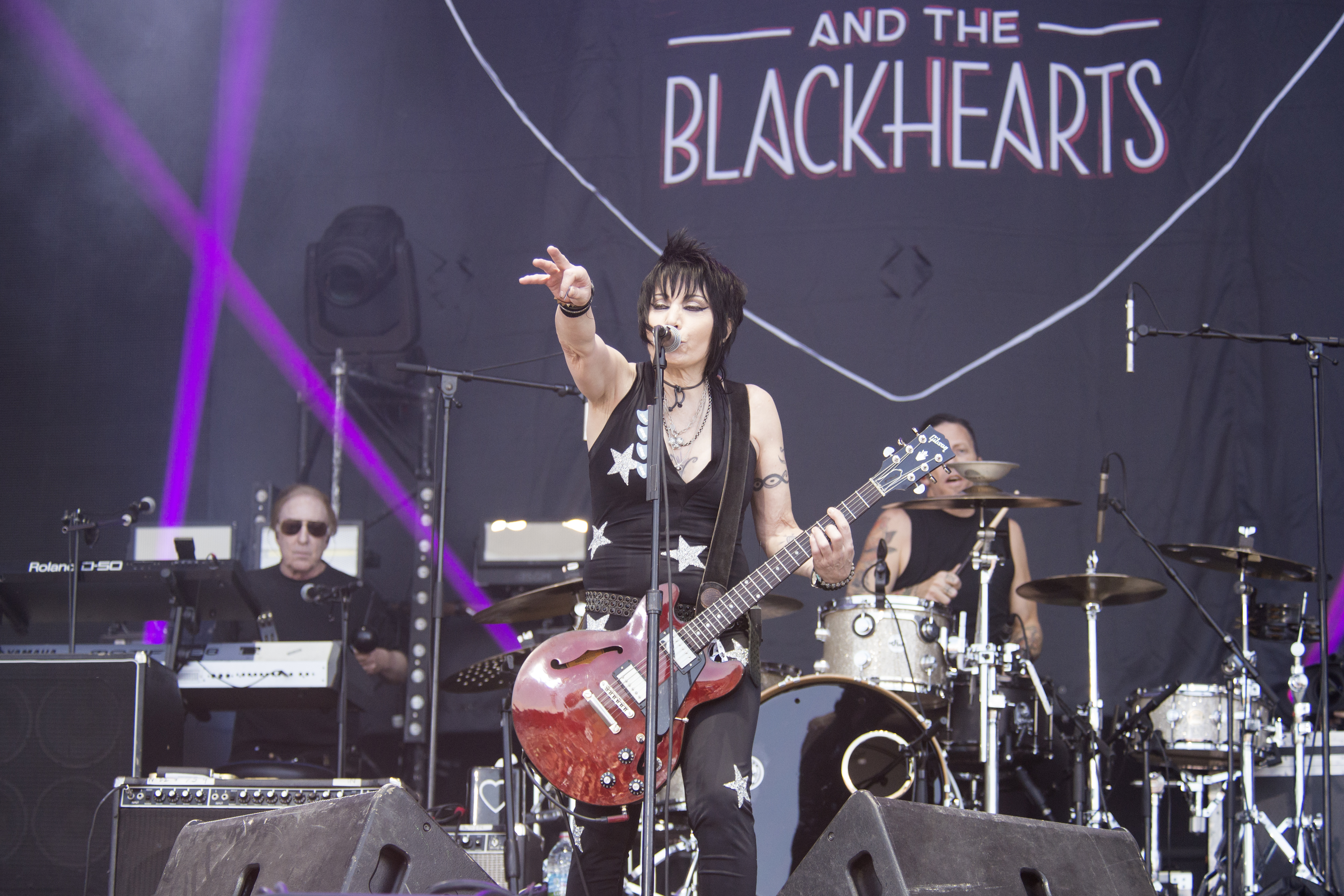
Joan Jett et les Blackhearts au Hellfest 2018.

Après la séparation des Runaways en 1980, Joan Jett produit un album du groupe de punk rock de Los Angeles The Germs, puis se lance dans une carrière solo. Face à la difficulté à trouver une maison de disques, Joan et son manager Kenny Laguna réagissent en créant leur propre maison baptisée Blackheart Records. Elle peut enfin enregistrer avec son nouveau groupe Joan Jett and the Blackhearts. Le clip du morceau Bad Reputation raconte les déboires de Joan avec les maisons de disques.
Avec les Blackhearts, groupe composé de Joan Jett (Chant, guitare rythmique), Dougie (Guitare solo), Thomas Price (batterie) et de Kenny Laguna, elle se classe à plusieurs reprises aux premières places des hit-parades internationaux, avec notamment le célèbre I Love Rock'n'Roll, no 1 aux États-Unis et un peu partout dans le monde en 1982, qui est une reprise du groupe The Arrows. Citons comme autres grands succès Crimson and Clover de Tommy James, Do You Wanna Touch Me de Gary Glitter, Dirty Deeds Done Dirt Cheap d'AC/DC ou le chant de Noël américain The Little Drummer Boy. Mais elle écrit et compose aussi d'autres tubes comme Bad Reputation, You Don't Know What You've Got, Don't Abuse Me, (I'm Gonna) Run Away, Love Is Pain, You're Too Possessive, Fake Friends, French Song, I Love Playing with Fire, Cherry Bomb, I Hate Myself for Loving You, Little Liar, Don't Surrender et I Want You.

### Après les années 1980
Après une longue période de repos à partir de 1983, Joan revient sur le devant de la scène en 1989 avec les singles I Hate Myself for Loving You, Little Liar, et surtout avec la réédition de I Love Rock 'n' Roll.
Elle a également joué dans le film Light of Day en 1987, où elle interprète le rôle de Patty, aux côtés de Michael J. Fox (Retour vers le futur, Outrages, Spin City). En compagnie de Michael J. Fox, elle forme le groupe fictif The Barbusters inventé pour les besoins du film et où ils chantent la chanson Light of Day, écrite par Bruce Springsteen : Patty (Joan Jett) et son frère Joe (Michael J. Fox) vivent dans la banlieue industrielle. Patty ne pense qu'au groupe de rock qu'ils ont créé au sacrifice de tout le reste. Mais Joe pense aussi à l'avenir de Benji, le petit garçon de Patty. Leur mère Jeanette, qui a toujours rêvé d'un autre avenir pour ses enfants et son petit-fils, crie son désaccord... Un émouvant drame familial sur fond de rock'n roll.
Durant les années 1990, Joan intensifie ses activités de productrice, notamment pour les groupes Circus Lupus, Bikini Kill ou Bratmobile tout en continuant à enregistrer des disques. Elle décroche un rôle dans l'épisode 5 de la première saison de la série Highlander, aux côtés d'Adrian Paul. Elle y interprète le rôle de Felicia Martins, une immortelle qui ne vit que pour manipuler et détruire le bonheur des gens.
À la suite de la publication du livre de Cherie Currie, Neon Angel A memoir of a Runaway, Floria Sigismondi réalise le film The Runaways en 2010. C'est Joan Jett elle-même qui en assure la production exécutive, garantissant ainsi aux équipes un accès direct et très intime à l'histoire de ce groupe pas comme les autres.
En 2010, Joan Jett fera quelques concerts avec le groupe de punk rock Green Day avant d'accompagner Aerosmith dans sa tournée canadienne.
Depuis octobre 2012, elle chante de nouvelles chansons en concert, qui figureront dans son prochain album (Unvarnished), qui devrait sortir en automne 2013.
En 2018, Joan Jett joue au festival Hellfest à Clisson (France).
En 2019, elle interprète Bad Reputation dans le spectacle de catch WrestleMania 35, qui est le thème d'entrée de Ronda Rousey.
Autrement, elle est aussi très souvent la chanteuse du titre Smells Like Teen Spirit de Nirvana quand les membres du groupe se rassemblent. Par exemple, elle a pu chanter le titre au Hall of Fame en 2014 ou encore au Cal Jam en 2018.
En 2023, sa chanson Bad Reputation est choisie pour le générique d'ouverture du film My Dear F***ing Prince (Red, White & Royal Blue) réalisé par Matthew López, diffusé sur la plateforme Prime Video.

## Engagements personnels

### Végétarisme
Joan Jett est végétarienne ; elle a collaboré étroitement avec l'association de défense des animaux PETA.

### Politique
Jett a soutenu le démocrate Howard Dean lors de l'élection présidentielle américaine de 2004 pour sa position sur la guerre d'Irak.

## Discographie

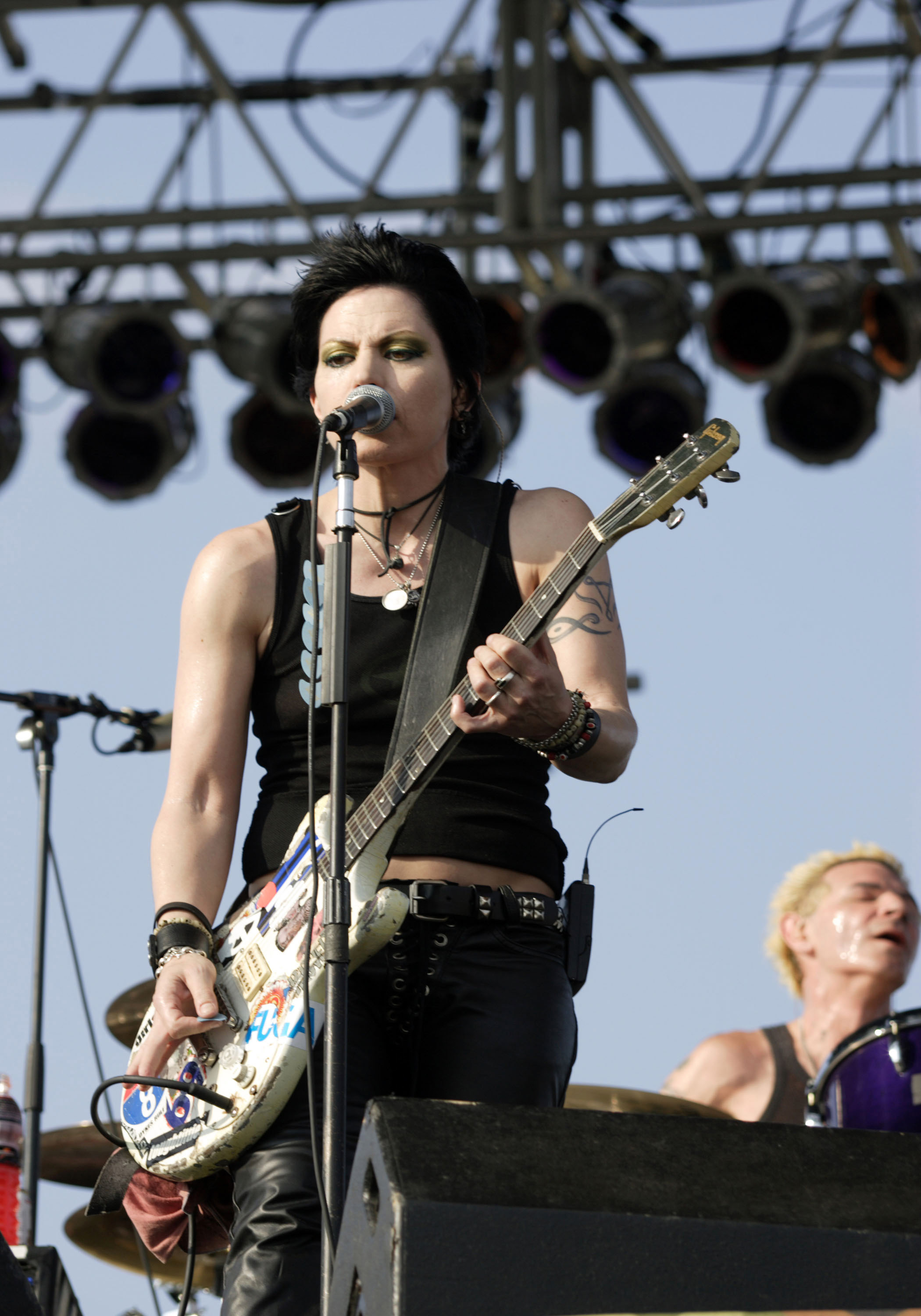
Joan Jett en mai 2005.

### Albums Studio
| Année | Album                                | U.S. | UK |
| ----- | ------------------------------------ | ---- | -- |
| 1980  | Joan Jett                            |      |    |
| 1981  | Bad Reputation                       | 51   | -  |
| 1981  | I Love Rock 'n' Roll                 | 2    | 25 |
| 1983  | Album                                | 20   | -  |
| 1984  | Glorious Results of a Misspent Youth | 67   | -  |
| 1984  | I Need Someone                       | -    | -  |
| 1986  | Good Music                           | 105  |    |
| 1988  | Up Your Alley                        | 19   | -  |
| 1990  | The Hit List                         | 36   | -  |
| 1991  | Notorious                            | -    | -  |
| 1994  | Pure and Simple                      | -    | -  |
| 1995  | Evil Stig                            | -    | -  |
| 1995  | 1979                                 | -    | -  |
| 2004  | Naked                                | -    | -  |
| 2006  | Sinner                               |      | 56 |
| 2013  | Unvarnished                          |      |    |

### EP
- 1992 : I Love Rock 'n' Roll 92

### Live
- 1986 : Good Music

### Compilation
- 1993 : Do You Wanna Touch Me
- 2003 : Jett Rock
- 2010 : Greatest Hits

## The Runaways

### Albums studio
- 1976 : The Runaways
- 1977 : Queens of Noise
- 1977 : Waitin' for the Night
- 1979 : And Now... The Runaways

### Album live
- 1977 : Live in Japan

### Compilations
- 1980 : Flaming Schoolgirls
- 1991 : Born to be Bad